# Gnaphosa pengi
Gnaphosa pengi är en spindelart som beskrevs av Zhang och Yin 200. Gnaphosa pengi ingår i släktet Gnaphosa och familjen plattbuksspindlar. Inga underarter finns listade i Catalogue of Life.